# Sepolkro
Sepolkro (nebo sepolcro) je odvozeno od slova sepulcrum (lat. hrob) a znamená pohřební skladbu nejčastěji s tematikou o ukřižování a pohřbení Krista.
V 17. století a 18. století byl rozšířen zvláštní typ oratoria "Oratorium al Sepolcro del venerdě Santo", které je známo v muzikologické literatuře jako "Wiener sepolcro" (Vídeňské sepolkro), neboť se rozvinulo zejména na vídeňském dvoře. Komponovali je přední operní skladatelé té doby, jako např.: Giovanni Felice Sances, Antonio Draghi, Giovanni Battista Pederzuoli, Johann Joseph Fux, Antonio Caldara a Francesco Bartolomeo Conti. Rovněž císař Leopold I. zkomponoval oratoria tohoto typu. Hlavními libretisty byli Pietro Metastasio a Apostolo Zeno.
Sepolkro bylo rovněž oblíbeným žánrem českých kantorů (Jiří Ignác Linek, Tomáš Norbert Koutník, Viktorín Ignác Brixi, František Antonín Míča).